# Rifbjergene
35°00′N 4°00′V / 35.000°N 4.000°V
Rifbjergene, eller bare Rif, er en bjergkæde og et geografisk område langs Marokkos middelhavskyst. Navnet kommer fra berbisk Arif. Området strækker sig fra Kapp Spartel og Tanger i vest til Ras Kebdana og floden Moulouya i øst, og fra Middelhavet i nord til floden Ouargha i syd.
Bjergkæden er ikke en del af Atlasbjergene i geologisk forstand, men tilhører samme bjergkædefoldning som Gibraltarklippen og Cordilleras Béticas i Spanien. Den højeste top er Jbel Tidirhine på 2.456 moh. Rifbjergene  er det mest nedbørrige område i Marokko, og enkelte steder har en årsnedbør på over 2.000 mm. I vest består vegetationen af Atlas-Ceder, Kork-Eg, Sten-Eg og de få tilbageværende eksemplarer af Marokkansk Ædelgran. Længere mod øst er der mindre nedbør, og skoven der består af Aleppo-Fyr, Strand-Fyr og Sandarak-Cypres.  
Rif er kendt for Rifkrigen hvor  spaniere og franskmænd kæmpede en langvarig kamp mod berbiske oprørere i 1920'erne. Over 40% af verdensproduktionen af hash bliver dyrket i Rifbjergene.

## Eksterne kilder og henvisninger
1. ↑  www.geopium.org – Moroccan Roll